# Tostada de gamba

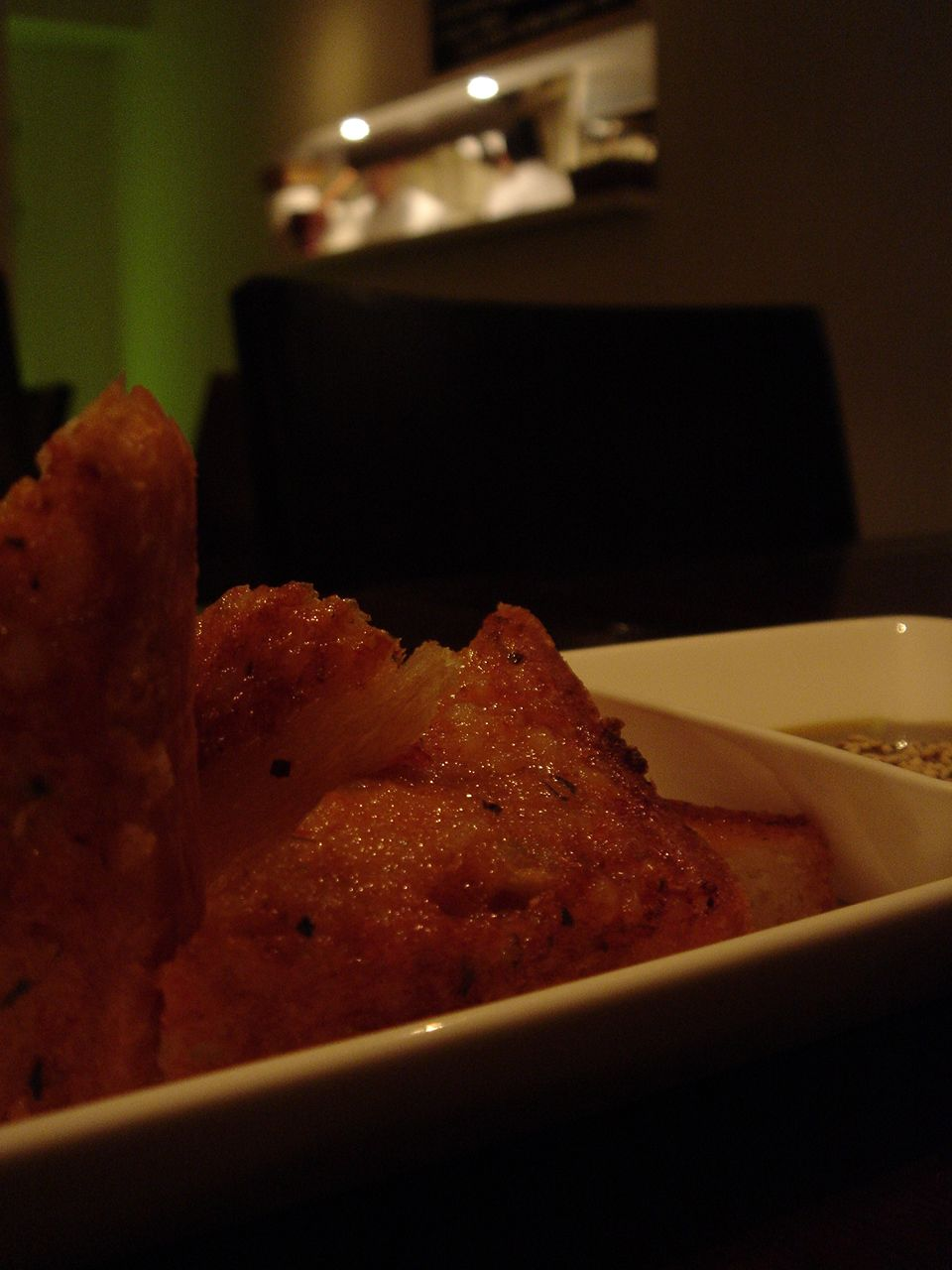
Tostada de gamba frita.

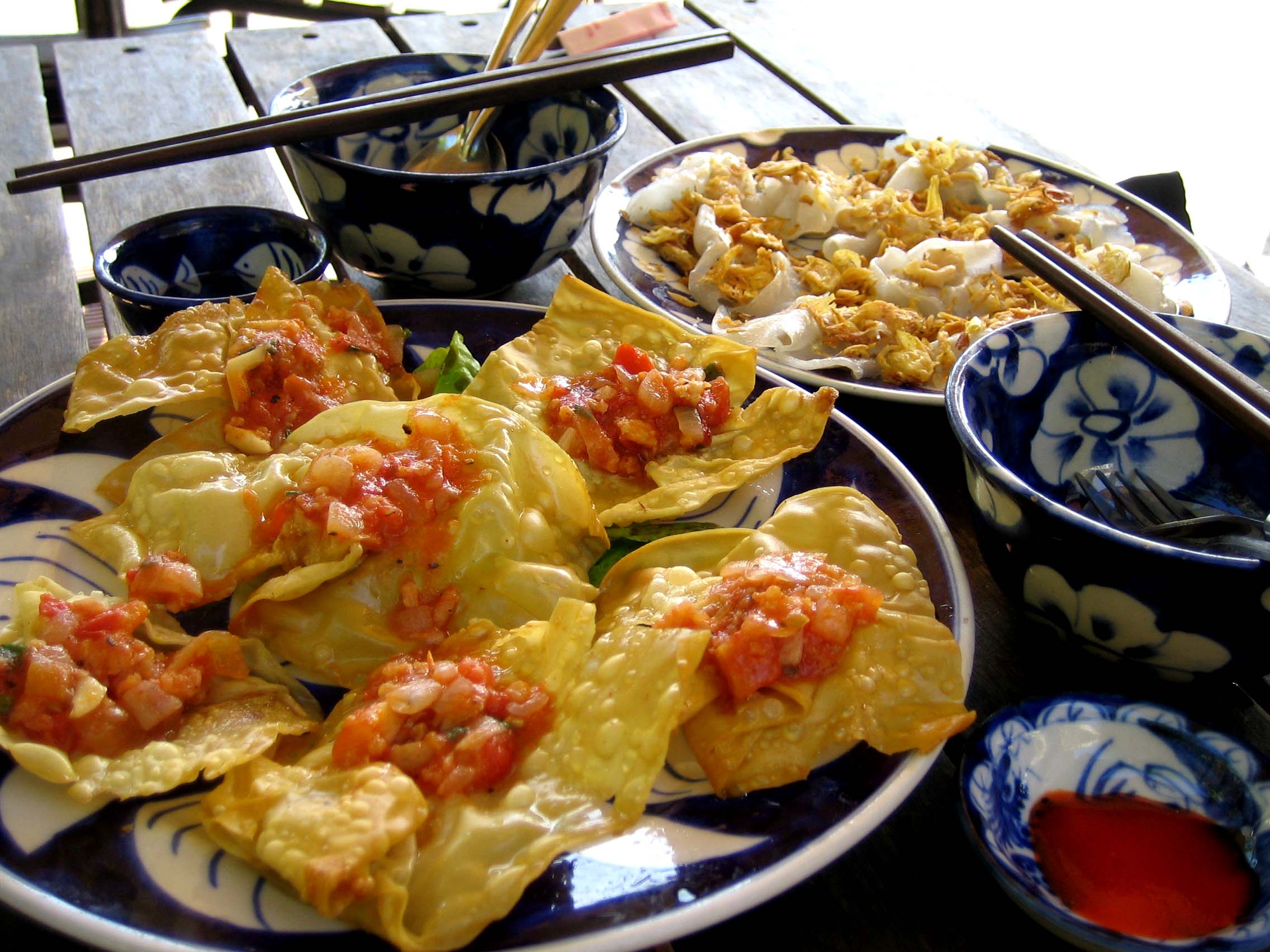
Tostada de gamba vietnamita.

La tostada de gamba es un plato dim sum chino. Se hace con triangulitos de pan pintados con huevo y cubiertos con gamba y castaña de agua picadas, que se hornean o fríen. Es un aperitivo común en la gastronomía chino-estadounidense. Una variante frecuente en el Reino Unido es la tostada de gamba y sésamo, que incluye la adición de semillas de sésamo antes de la cocción.

## Historia
El plato tiene unos 100 años de historia, originándose en Dresde (Alemania), y siendo adoptado como plato popular en la provincia china de Guangdong. Se le llama hatosi (蝦多士) en cantonés, significando ha ‘gamba’ y siendo tosi un préstamo del inglés toast, ‘tostada’. El plato se extendió gracias al comercio exterior, llegando hasta Japón y países del sureste asiático como Vietnam y Tailandia.

## Hatoshien Japón
El plato fue introducido en Japón durante el periodo Meiji a través del puerto de Nagasaki, cuya cocina local Shippoku mezclaba las tradiciones culinarias de China, Japón y Occidente. En japonés la tostada de gamba se denomina hatoshi' (ハトシ), un préstamo del cantonés. Muchos restaurantes y tiendas del barrio chino de Nagasaki siguen sirviéndolo, al igual que una variante hecha con cerdo.